# Войцех Новицький
Войцех Новицький (пол. Wojciech Nowicki) (нар. 22 лютого 1989) — польський легкоатлет, який спеціалузіється в метанні молота, олімпійський чемпіон (2020), бронзовий призер Олімпійських ігор (2016), багаторазовий призер чемпіонатів світу та Європи, чемпіон Європи (2018).
На чемпіонаті світу-2019 в Досі здобув «бронзову» нагороду, третю поспіль на світових першостях. Первісно, Новицький фінішував четвертим (77,69) за угорцем Халасом Бенце (78,18). Відразу після завершення змагань, польська команда подала протест, стверджуючи, що угорець вийшов за межі метального кола у першій спробі, в якій він показав 78,18 — результат, який дозволив йому посісти третє місце. За результатами розгляду протеста було встановлено, що помилка суддів поставила польського атлета у нерівне становище з угорцем. Задля поновлення справедливості було вирішено нагородити бронзовою медаллю обох метальників.

## Виступи на основних міжнародних змаганнях
| Рік                | Змагання                      | Місце проведення   | Місце              | Дисципліна         | Результат          | Примітки           |
| Представник Польща | Представник Польща            | Представник Польща | Представник Польща | Представник Польща | Представник Польща | Представник Польща |
| ------------------ | ----------------------------- | ------------------ | ------------------ | ------------------ | ------------------ | ------------------ |
| 2011               | Чемпіонат Європи серед молоді | Острава            | 5                  | метання молота     | 72.20 м            |                    |
| 2013               | Універсіада                   | Казань             | 5                  | метання молота     | 75.32 м            |                    |
| 2015               | Чемпіонат світу               | Пекін              | 3                  | метання молота     | 78.55 м            |                    |
| 2016               | Чемпіонат Європи              | Амстердам          | 3                  | метання молота     | 77.53 м            |                    |
| 2016               | Олімпійські ігри              | Ріо-де-Жанейро     | 3                  | метання молота     | 77.73 м            |                    |
| 2017               | Чемпіонат світу               | Лондон             | 3                  | метання молота     | 78.03 м            |                    |
| 2018               | Чемпіонат Європи              | Берлін             | 1                  | метання молота     | 80.12 м            |                    |
| 2019               | Чемпіонат світу               | Доха               | 3                  | метання молота     | 77.69 м            | [ 2 ]              |
| 2021               | Олімпійські ігри              | Токіо, Японія      | 1                  | метання молота     | 82.52 м            | PB                 |
| 2022               | Чемпіонат світу               | Юджин              | 2                  | метання молота     | 81.03 м            |                    |
| 2022               | Чемпіонат Європи              | Мюнхен             | 1                  | метання молота     | 82.00 м            | WL                 |